# Our (Sûre)
Cet article concerne l'affluent de la Sûre. Pour l'affluent de la Lesse, voir Our (Lesse). Pour les autres homonymes, voir Our.

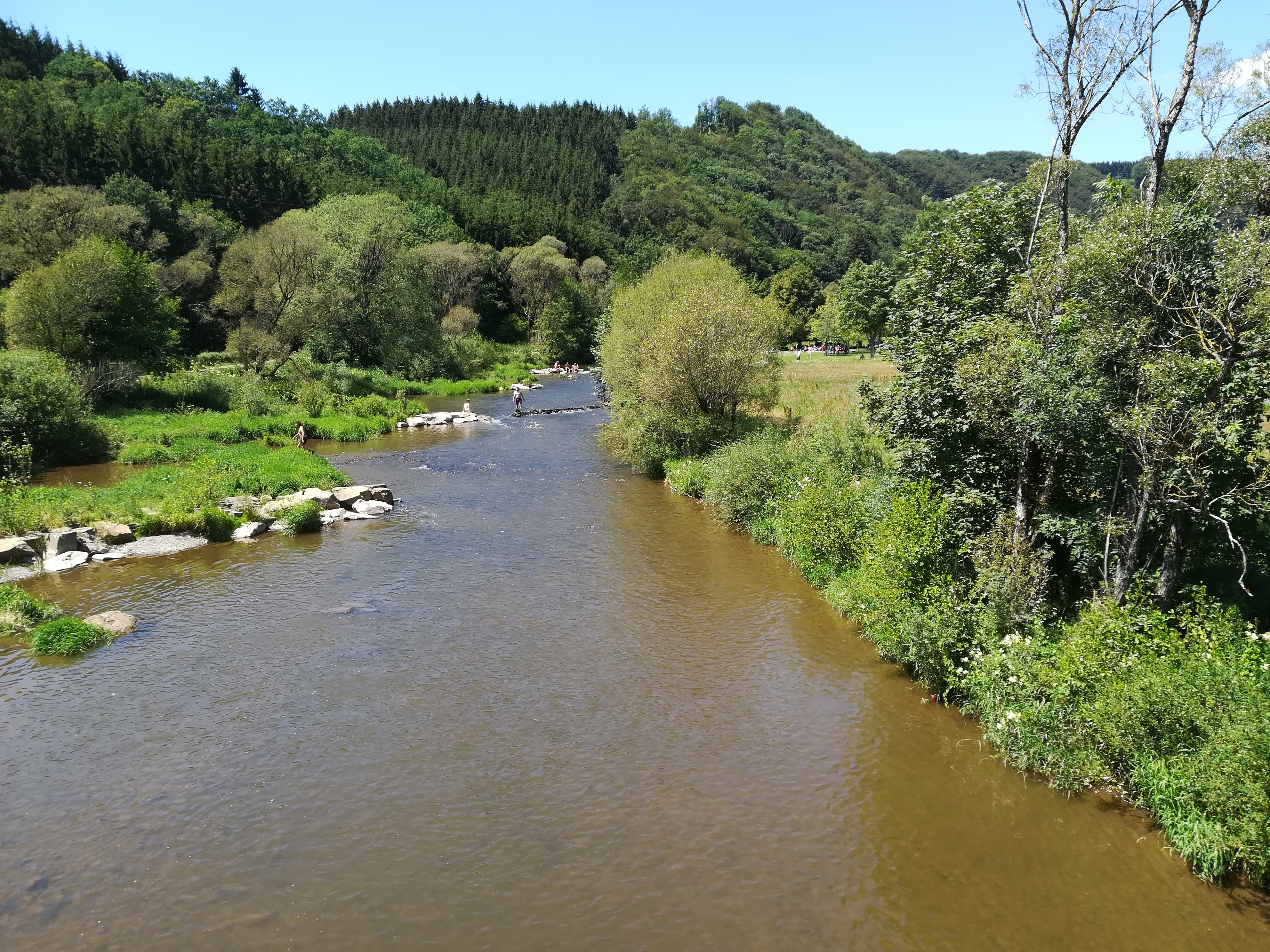
L'Our, proximité des trois frontières (Belgique, Allemagne et Luxembourg).

L'Our est une rivière de Belgique, du Luxembourg et d'Allemagne, affluent en rive gauche de la Sûre, et sous-affluent du Rhin par la Moselle.

## Géographie

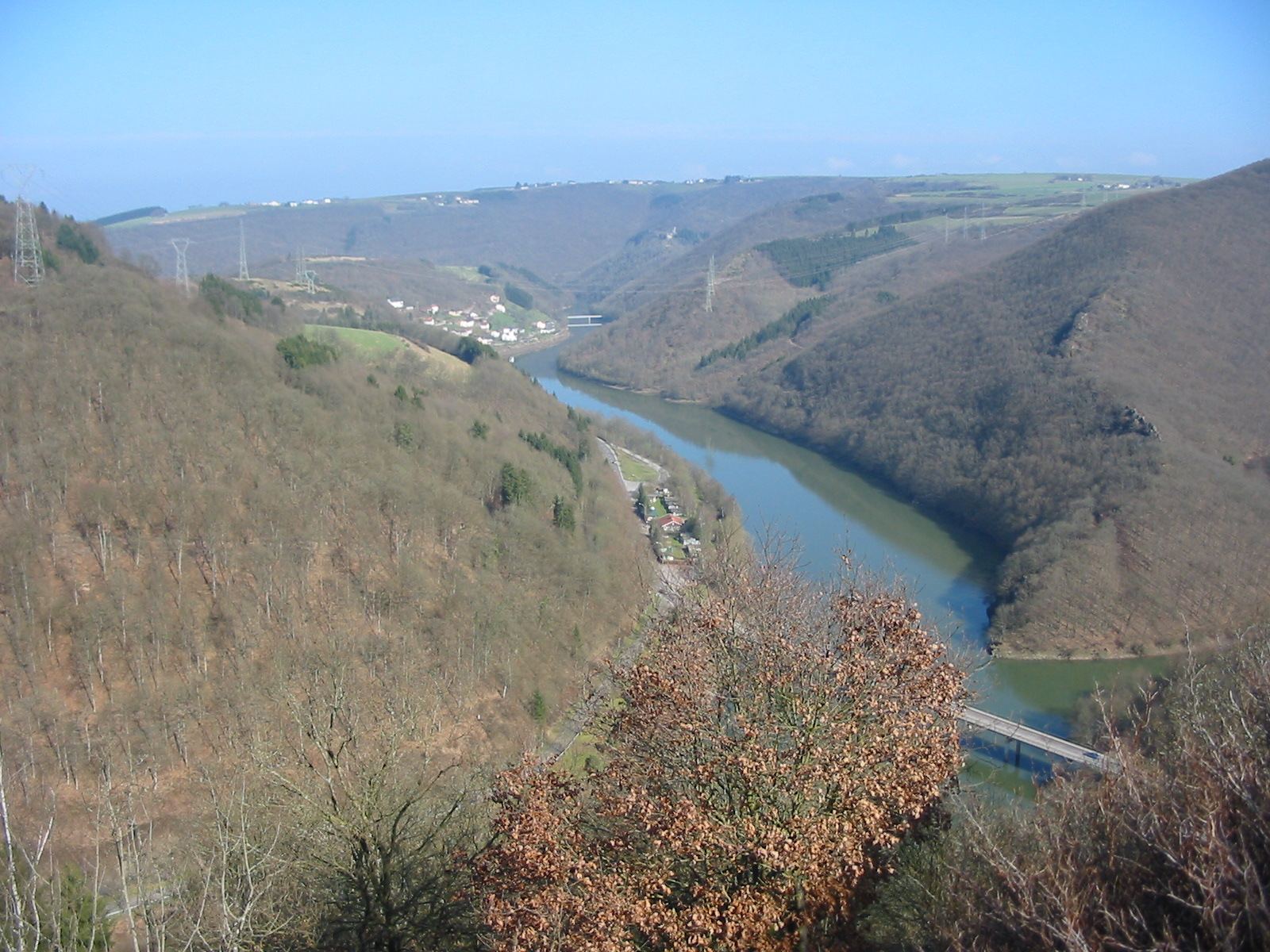
Vallée et barrage de l'Our près de Vianden.

La rivière prend sa source dans l'est de la région des Hautes Fagnes à une altitude de 653 mètres, au lieu-dit Eichelsberg près de Manderfeld. Elle coule alors vers le sud, formant approximativement la frontière entre la Belgique et l'Allemagne et ce jusqu'à proximité du village de Ouren.
Elle fait alors office de frontière entre le Grand-Duché de Luxembourg et l'Allemagne, avec le statut de condominium. Peu avant Vianden, au niveau du lac et de la centrale hydroélectrique, la rive gauche délimite une enclave luxembourgeoise incluant une bonne partie de Vianden et le village de Bivels.
Elle reforme ensuite la frontière et poursuit son cours jusqu'à Wallendorf où elle se jette dans la Sûre, après un parcours total de 78 km.